# 1930年代臺灣
| 世紀： | 19世紀臺灣 \| 20世紀臺灣 \| 21世紀臺灣                                                                                                   |
| 年代： | 1900年代臺灣 \| 1910年代臺灣 \| 1920年代臺灣 \| 1930年代臺灣 \| 1940年代臺灣 \| 1950年代臺灣 \| 1960年代臺灣                             |
| 年份： | 1930年臺灣 \| 1931年臺灣 \| 1932年臺灣 \| 1933年臺灣 \| 1934年臺灣 \| 1935年臺灣 \| 1936年臺灣 \| 1937年臺灣 \| 1938年臺灣 \| 1939年臺灣 |

1930年代臺灣仍處於日治時期，此時是臺灣工業化的重要轉折點。尤其中日戰爭爆發前後的政治民主、經濟發展、文化論述都因接納西方文明後，呈現蓬勃情景。因此，1930年代也被視為台灣的第一次「黃金時代」。
在政治方面，台灣政壇於1930年代初期延續日本民主的風潮，實施民主。再以經濟發展為例，台灣原本是個以農業為發展重心，在礦產資源不甚豐富情況下，利用本身肥沃土壤與水利資源，創作十分適合發展農業的經濟環境。直至日治時期開始至1930年代前，日本政府仍將台灣視為以農業為導向的「糖產供應地」。1930年代，此觀念大幅改變。而會讓台灣經濟從農業導向發展成工業導向，日本的南進南洋戰略具有相當關鍵性要素。因此就算七七事變後，專注台灣的工業化發展並以經濟政策面促成台灣生產力擴充計劃的戰略方針始終沒變。
就文化而言，1930年代，台灣已普遍具有電燈、電話、自來水、飛機等文明器物
，顯示受到西方文明思潮巨大的衝擊。在此同時，西式教育的公學校也於各地普遍設立。另外，西方先進娛樂像電影、留聲機與唱片，也於該年代被日本人引進台灣，眾多因素，讓台灣逐漸形成新的都市流行文化
。
不過，被《Viva Tonal 跳舞時代》紀錄片比喻為「跳舞時代」的此時期，卻在日本發動中日戰爭後，成為絕響。而台灣1930年代正如該紀錄片所最後描繪的－「跳舞時代在戰火中落幕」。（页面存档备份，存于）

## 政治

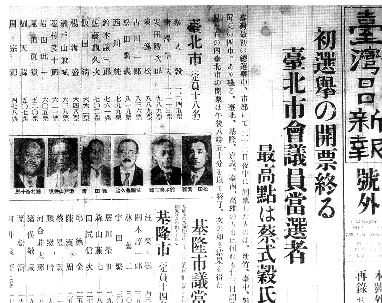
於1935年正式舉行投票的台灣地方選舉

因為大正民主的延伸，1930年代初期的台灣總督仍由日本文官擔任，並以同化台灣為統治重點。該同化台灣政策的主要精神即是內地延長主義，也就是將台灣視為日本內地的延長，其目的在於使台灣民眾成為完全之日本臣民，效忠日本朝廷，加以教化善導，以涵養其對國家之義務觀念。在此同時，台灣最高統治機器台灣總督府並實際貫徹此政策。於具體措施政治施作上，開始嘗試實施地方自治、創設總督府評議會、公佈日台共學制度及《日台共婚法》、廢除笞刑、獎勵日語、舉辦地方選舉。也就是，1930年代的台灣已改變了過去後藤新平主張的「以無方針為方針」，「只管鐵路、預防針與自來水」的內政方向與統治政策。
日本因相較鄰國的國力強盛及社會問題等因素，軍國主義在1930年代初期，其勢力快速攀升，並於1930年代中期後，影響台灣。由於日本發動侵華戰爭，因應需要，又在1936年9月於台灣總督府恢復武官總督的設置。更由戰爭需要，以及退出國際聯盟所導致的物資禁運懲罰，日本需要台灣在物資上的的支援協助。然而要台灣人同心協力，實非台人完全內地化不可。因此，總督府除了取消原來允許的社會運動外，還於1936年於台灣全力進行國民精神總動員，政治重點在於「確立對時局的認識，強化國民意識」，而此運動於1940年代演變成了皇民化運動。
在國民精神總動員的最高方針下，台灣總督府於日本確定「南進政策」以後，陸續於1936年底展開相關積極措施。1936年9月，新任總督小林躋造上任後，發表統治台灣三原則：「皇民化、工業化、南進基地化」。1936年底展開宗教的「正廳改造運動」，不准台灣人民擺設神明彩；翌年四、五月，開始查禁報紙上的漢文欄、廢止漢文書房。終其言，這些政治行為均為內地化的極度延伸。

## 經濟

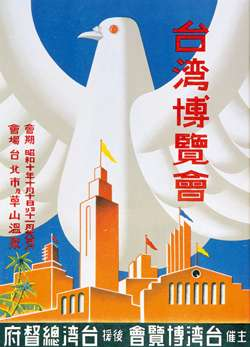
1936年的始政四十周年紀念臺灣博覽會海報

1930年代開始，台灣因戰爭需要，總督府對於台灣的經濟重心則轉為工業化。台灣總督府的經濟方針，簡單而言為一方面顧及本有農產品產量，另一方面則開發工業用品的生產量。此經濟政策施為，主要為達到供輸日本國內的需求。而這種「為已開發的經濟地區提供原料和廉價的勞工」的經濟現象，則為標準的邊陲經濟模式。。一般而言，此種兼顧發展台灣島內民生經濟與日本宗主國供需的日式資本主義，在所有日本殖民地當中，就以台灣最為成功。
在此工業化前提下，台灣於此階段完成許多經濟建設，諸如1931年開工的日月潭發電工程、台北東京的無線電話通劃、台北東京的定期航線開通、合併新竹、沙鹿、大湖三糖廠的昭和製糖株式會社等措施。1935年，為了宣達台灣經濟的成果，台灣特別舉辦了始政四十周年紀念臺灣博覽會，而此博覽會的舉行，正是日本政府宣達統治台灣的經濟成果。
不過台灣此經濟榮景，卻因為中日戰爭波及，1930年代末期後，幾乎所有建設中斷或停擺，1938年，台灣總督府更發表《國家總動員法》，正式將其台灣經濟工業化成果投入戰場。

## 文化與社會運動
1930年代的台灣，幾乎不再有大規模的武力抗日行動，隨之而來的，是自發的的社會運動。台灣人組織近代政治社團、文化社團、和社會社團，採用具有清楚政治意識的宗旨，以此結合意識相近、志同道合的人，共同為運動所設定的目標努力。而這些運動多少也促進社會文化的改善。此社會運動，亦被視為台灣「抗日」行動的延伸。
除了社會運動相結合的台灣日治時期文學之外，1930年代的台灣為日治時期接受西方文化的最鼎盛階段，其中包含美術、電影，流行歌曲為其代表，不過諸如歌仔戲或布袋戲的傳統文化，亦有一定改進與發展。

### 文學
緊接著啟發會與新民會的發展，1934年前後，以內省文化為宗旨的《台灣文藝》與《台灣新文學》等文學刊物的相繼發行。此文化運動雖因台灣總督府刻意壓制，在其發展受到壓制，但並沒馬上消失。影響台灣文學、語言、族群意識的台灣鄉土話文論戰隨此正式展開。之後，台灣文學應該於台灣話或中國話的取捨論戰，描寫的內容是否以台灣為主要素材等話題，成為台灣新文學運動相關人士激烈爭論的焦點。不過，在皇民化運動的壓制，加上戰爭爆發的言論緊縮，加上日式教育文化的滲透，這些論爭無法得到充分發展的機會，終於在1930年代結束後，遂紛紛敗退。
在組織方面，集結台灣進步作家的台灣文藝聯盟、台灣新文學於此年代相繼成立。表面標榜為文藝運動，實則是具有政治性的文學結社。1937年蘆溝橋事變後，台灣總督府隨即設立國民精神總動員本部，皇民化運動於是正式展開。台灣作家只能依附在日本作家為主的團體，如1939年成立的「台灣詩人協會」，或1940年擴大改組的「台灣文藝家協會」。

### 西方美術
以促進台灣美術為宗旨的台灣美術展覽會仍延續1920年代繼續舉辦，並於1938年改台灣總督府主辦，稱為台灣總督府美術展覽會，簡稱「府展」。該展覽不但繼續栽培了台灣第一代西畫家，其展覽演變的台灣地方繪畫風格，於戰後仍深深影響台灣畫壇，甚至美術設計，工業設計等等層面。而日治時期的西畫家除了早已成名的陳澄波之外，尚有李梅樹、廖繼春、郭柏川、陳進、郭雪湖、呂鐵洲、楊三郎、顏水龍、林玉山、李石樵、葉火城、陳永堯等等。

### 電影
1930年代的台北放映業，因配合辯士(默劇旁白)的默劇持續流行，電影放映業愈加蓬勃。1935年10月，日本領台40年舉行台灣博覽會，以及隔年台北與福岡間開闢航空通運，這兩件事更推化造就了日治時期台灣電影放映業的鼎盛時期。

### 流行音樂
1930年代之前，台灣雖有唱片與流行歌曲的出版，但品質與普及化都不怎理想。究其因，無非是流行歌曲與民謠、南北管曲、歌仔戲調、客家山歌等台灣傳統民間歌曲的難以劃分，如1920年代的《雪梅思君》《五更思君》《烏貓行進曲》或《集英北管》、《共樂北管》或《李連生與白玉枝》歌仔戲調。《烏貓行進曲》是台灣第一首流行歌
。
1930年代，台灣電影與廣播事業快速發展。因應這兩項新興媒體的產生，不同於傳統歌謠與樂曲的台灣流行歌曲或唱片業不但隨之出現，亦在短時間內有長足發展。
台灣最早開始流行歌曲就是搭配中國電影的《桃花泣血記》。1932年，由上海「聯華影業公司」製作，阮玲玉主演的電影《桃花泣血記》來台放映。片商為了招攬台灣觀眾，委由詹天馬、王雲峰作成的同名宣傳曲意外走紅、擔任主唱的是當時古倫美亞唱片會社當紅的歌手純純(劉清香)。不只此，該曲在隨後的單曲黑膠唱片發行上，更有一定的唱片銷售成績。於是，台灣流行歌曲或「曲盤」（即華語的唱片）藉由電影的影像化而起步。

### 歌仔戲
歌仔戲約於1925年左右由鄉村進入戲院，並於1930年代達到所謂「內台歌仔戲」的顛峰。其歌仔戲劇團也在此階段自從業餘子弟班演進為半職業或職業戲團。為了呈現演出效果，此階段的舞台技術方面已有華麗布景、燈光設備、機關特效等。在劇本及唱腔上，更引進多種戲本，以充實故事內容，演員則仍以女性為主。1930年代歌仔戲風靡全台，因為戲中多情愛的描繪戲碼，曾引發台灣籍知識份子的非議，認為妨害風化，必須加以限制演出，甚至禁止。不過此議論，不但無法無法阻止歌仔戲發展，並在此階段回傳至閩南，甚至遠播至南洋。

### 布袋戲
此階段的布袋戲除了仍有的武俠戲之外，其表現手法也轉以重視各種奇特武功的展現為主。此時期的代表人物為五州園的黃海岱和新興閣的鍾任祥，此劍俠戲由虎尾、西螺開始發展，流行於台灣中南部。黃海岱演出的布袋戲音樂融合了北管、南管、亂彈、正音、歌仔、潮調等戲曲音樂，其劇本口白注重閩南漢語，說白中多以詩詞、經史、對聯、字猜組合。
1930年代之後推行皇民化運動，布袋戲也因而有了改變：包括後場禁用中國傳統的北管鑼鼓、改用西樂、語言改用日語等；戲偶禁用漢、和式戲服和戲偶，以及其劇本常為水戶黃門等日式故事。雖然這時期的布袋戲因語言文化的隔閡，不被大眾接受，但其中的一些表現手法，影響了後來金光布袋戲的演出方式，包括音樂、布景等。
這時期，南部布袋戲界有所謂的五大柱及四大名藝人。「五大柱」分別是指一岱(黃海岱)、二祥(鍾任祥)、三仙(黃添泉)、四田(胡金柱)、五崇(盧崇義)；「四大名藝人」則是一仙(黃添泉)、二崇(盧崇義)、三土員(李土員)、四全明(鄭全明)。

## 大事紀
- 1931年：台灣民族運動領袖蔣渭水逝世(8月5日)。　
  - 台灣共產黨、台灣農民組合被迫解散。
- 1932年：大湖武裝抗暴事洩，多人被捕(4月12日)。
  - 臨海道路 (今蘇花公路) 竣工(5月)。
- 1934年：臺灣社會教化協議會召開（3月1日）。
  - 台灣文藝協會成立(5月6日)。
  - 日月潭水力發電廠完工(6月3日)。
  - 台北帝國大學物理學講座教授荒勝文策建造考克饒夫－瓦耳頓型（英語：Cockcroft - Walton）粒子加速器[9]，成功完成亞洲第一次，世界第二次人工撞擊原子核實驗[10]（7月25日）。
  - 持續14年的台灣議會設置請願運動終止(9月2日)。
  - 台陽美術協會成立(11月12日)。
- 1935年：新竹台中大地震(4月21日)。
  - 竹南、苗栗地震(7月17日)。
  - 適逢日本統治台灣40週年，舉辦始政四十周年紀念臺灣博覽會。(10月10日-11月28日)。
  - 南迴公路竣工(10月25日)。
  - 首屆台灣地方議員選舉(11月22日)。
- 1936年：楊逵創刊《台灣新文學》雜誌(1月1日)。
- 1937年：台灣總督府開始禁止新聞的漢文欄(4月1日)。
  - 中日戰爭爆發，日政府派武官總督(7月7日)。
  - 台灣地方自治聯盟解散(7月15日)，公開的政治結社消聲匿跡。
  - 日月潭第二期發電所竣工(7月31日)。
  - 內台時差撤廢(9月30日)。
  - 大屯國立公園、次高太魯閣國立公園、新高阿里山國立公園成立(12月27日)。
  - 台灣軍伕奉召至中國戰場。
- 1939年：新高港開工典禮在梧棲舉行(9月25日)。
  - 8月，卑南族初鹿社馬智禮與布農族締結和平，結束百多年的爭鬥[11]。
  - 1939年，川口四郎在豆腐岬採集樣本，將觀察結果寫成速報在《東京動物學誌》發表，比澳洲學者1985年在大堡礁的發現珊瑚產卵，早了四十五年（7月3日）[12]。
- 1940年：台灣人的改姓名開始(2月11日)。
  - 台灣第一座交通號誌(停止─通行)在台北御成町開始運轉(10月25日)。

## 描繪此時期的影視作品
- 跳舞時代
- 賽德克巴萊
- 空中緋櫻
- KANO
- 歌謠風華-初聲
- 春梅

### 引用
1. ↑  郭明亮、葉俊麟，《一九三0年代的臺灣─臺灣的第一次黃金時代》，2004年6月，台北縣，博揚文化
2. ↑  吳三連等，1971，《台灣民族運動史》。
3. ↑  賴建國 1997，78；王育德 1979，113；Lamley 1999, 235
4. ↑  塗照彥，《日本帝國主義下的台灣》[29]
5. ↑  美國社會學家華勒斯坦，世界體系論
6. ↑  鈴本武藏，台灣史
7. 1 2  李筱峰，1995，一百年來台灣政治運動中的國家認同、張德水，1992，激動！台灣的歷史：台灣人的自國認識、陳昭瑛，1998，論台灣的本土化運動：一個文化史的考察。
8. ↑  .   [2012-09-19]. （原始内容存档于2012-04-22）.
9. ↑   (PDF).   [2014-12-03]. （原始内容 (PDF)存档于2015-07-01） （中文（臺灣））.
10. ↑  張幸真. : 20. 2003-07-31  [2012-06-11]. （原始内容存档于2015-06-28） （中文（臺灣））.
11. ↑  張躍贏. . 《新新聞周刊》 (台灣: 新新聞文化事業股份有限公司). 2007-02-27, (第1043期) （中文（臺灣））.
12. ↑  戴昌鳳. . 《農業世界》 (台灣: 農業世界雜誌社). 2015-06, (第382期) （中文（臺灣））.